# Дантела
Дантелата (от френски: Dentelle) е красив и ефектен плат, направен от преплитането на конци по специален начин. Произвежда се ръчно и машинно. Широко известна е например брюкселската дантела. Дантелата служи за украсяването на дрехите и допълненията, за изработка на покривки, салфетки и др. Намира голямо приложение в официалната и булчинската мода, в т. ч. и във висшата мода, представена от Карл Лагерфелд, Джон Галиано, Аликзандър Маккуин, Кристиан Лакроа, Джорджо Армани, Валентино, Джанфранко Фере. Сред българските дизайнери, които използват дантелата са Невена Николова, Жана Жекова, Виргиния Здравкова, Мария Недкова, Натали Генова и др.

## Национални центрове

### Австрия
- Провинция Залцбург — дантела Salzburger Nahtl[1]

### Армения
- Ван — арменската дантела. Освен това има имена смирнска дантела, бебила, назаретската дантела[2]

### Белгия
- Алст – брюкселската дантела
- Антверпен – кружево малин[3]
- Брюге – дантела брюге[4]
- Гент – брюкселската дантела
- Герардсберген – ръчна дантела
- Ипер – ръчна дантела
- Лиер – лиерската дантела[5]
- Лир – кружево малин[6]
- Мехелен – кружево малин[7]
- Тюрнхаут – кружево малин[8]
- Хаселт – дантела хаселт

### Бразилия
- Дивина Пастора, штат Сержипи – ръчна дантела[9]

### България
- Калофер — калоферската дантела[10]
- Копривщица — дантела „кене“ или „кенето“[11]
- Кюстендил — дантела „кене“[10]
- Самоково — дантела самоково[10]

### Германия
- Абенберг – ръчна дантела[12]
- Плауен – саксонската дантела[13]

### Дания
- Теньдер (Tønder) – ръчна дантела[14]

### Естония
- Хаапсалу – дантела Хаапсалу[15]

### Испания
- Алмагро – ръчна дантела[16]
- Аренс-де-Мар – ръчна дантела[17]
- Камариняс – ръчна дантела[18]
- Остров Тенерифе – дантела тенерифе[19]

### Италия
- Акуила – дантела абруцо
- Остров Бурано, Венеция – дантела бурано[20]
- Генуа – ръчна дантела
- Гориция – дантела гориция[21]
- Канту – дантела пица ди канту[22]
- Мирабела Имбакари, остров Сицилия – сицилианската дантела
- Офида – дантела офида
- Село Пескокостанцо – дантела абруцо[23]
- Предои – дантела предои[24]
- Пуцоли – дантела пуцоли[25]
- Село Скано – дантела скано[26]
- Толмецо – дантела карника[27]

### Канада
- Квебек, манастир на сестрите урсулинки – ръчна дантела[28]

### Латвия
- Лиепая – машинна дантела

### Нидерландия
- Остров Саба, Карибско море – дантела саба[29]

### Обединено кралство Великобритания и Северна Ирландия
- Село Беланек, Северна Ирландия – ръчна дантела
- Бетфорд – бетфордска дантела
- Олни – дантела олни[30]
- Хонитон – дантела хонитон[31]

### Парагвай
- Итаугуа – дантела няндути[32]

### Полша
- Бжозов – дантела бжозов
- Бобова – дантела бобова[33]
- Село Вах – дантела курпие[34]
- Село Коняков – коняковската дантела[35]

### Португалия
- Вила-ду-Конди – дантела вила-ду-Конди[36]
- Пениши – дантела пениши[37]

### Република Кипър
- Село Пано Лефкара – лефкаритика или лефкарска дантело[38][39]

### Руска федерация[40][41]
- Балахна – балахненската дантела
- Белая Холуница – холуницката дантела
- Бельов – бельовската дантела
- Вологда – вологодската дантела
- Елец – елецката дантела
- Кадом – кадомски вениз[42][43]
- Кириши – киришиската дантела
- Михайлов – михайловската дантела
- Мценск – мценската дантела
- Одоев – одоевската дантела[44][45]
- Советск (до 1918 – Кукарская слобода) – кукарскаската дантела[46]

### Словакия
- Исторически регион Гемер – гемерската дантела
- Село Солна баня – ръчна дантела
- Село Штитник – штитникската дантела[47]

### Словения
- Железники – дантела железники[48]
- Идрия – дантела идрия[49]

### Турция
- Регион Анталия или съвременна Мала Азия – турска дантела айя[50]

### Унгария
- Кишкунхалаш – халашската дантела[51]

### Финландия
- Раума – дантела раума или раумапици[52]

### Франция[53]
- Алансон – алансонската дантела[54]
- Арас – дантела арас[55]
- Кале – дантела кале
- Кодри – дантела кодри
- Лил – лилската дантела[56]
- Ле-Пюи-ан-Веле – дантела пюи[57]
- Люневил – люневилската дантела[58]
- Мирекур – мирекурската дантела[59]
- Шантилли – дантела шантилли

### Хърватия
- Лепоглава – лепоглавската дантела[60]
- Остров Паг – пагската дантела[61][62]
- Остров Хвар – хварската дантела[63].
- Село Света Мария – светомарската дантела[64]

### Швейцария
- Санкт Гален – ръчна дантела[65]

## Галерия
- Арменската дантела
Армения
- Дантела бобова
Полша
- Вологодската дантела
Руска федерация
- Дантела идрия
Словения
- Мирекурската дантела
Франция
- Пагската дантела
Хърватия
- Дантела пюи, 1860
Франция
- Саксонската дантела
Плауен, Германия
- Дантела санкт гален
Швейцария

## Дантела в дрехите

### XVI век
- Алонсо Санчес Коельо. „Портрет на Анна Австрийска“, 1571 година
- Алонсо Санчес Коельо. „Портрет на Изабела Клара Евгения“, около 1584 година